# Província Oriental (Quénia)

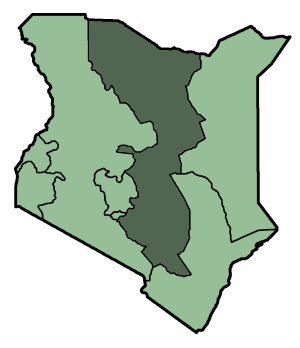
Localização da Província Oriental no Quénia

A Província Oriental (Mkoa wa Mashariki, em kiswahili) é uma província do Quénia. Sua capital é Embu.

## Administração
A Província Oriental está dividida em treze distritos (wilaya):
| Distrito     | Capital  |
| ------------ | -------- |
| Embu         | Embu     |
| Isiolo       | Isiolo   |
| Kitui        | Kitui    |
| Machakos     | Machakos |
| Makueni      | Wote     |
| Marsabit     | Marsabit |
| Mbeere       | Siakago  |
| Meru Central | Meru     |
| Meru Norte   | Maua     |
| Meru Sul     | Chuka    |
| Moyale       | Moyale   |
| Mwingi       | Mwingi   |
| Tharaka      | Tharaka  |